# رتینی ف پودکرکونوشی
رتینی ف پودکرکونوشی (به چکی: Rtyně v Podkrkonoší) یک منطقهٔ مسکونی و شهرستان دارای شهرک سابقاً روستا در جمهوری چک است که در منطقه تروتنوف واقع شده‌است. رتینی ف پودکرکونوشی ۳٬۰۲۸ نفر جمعیت دارد.